# Koperen Kees

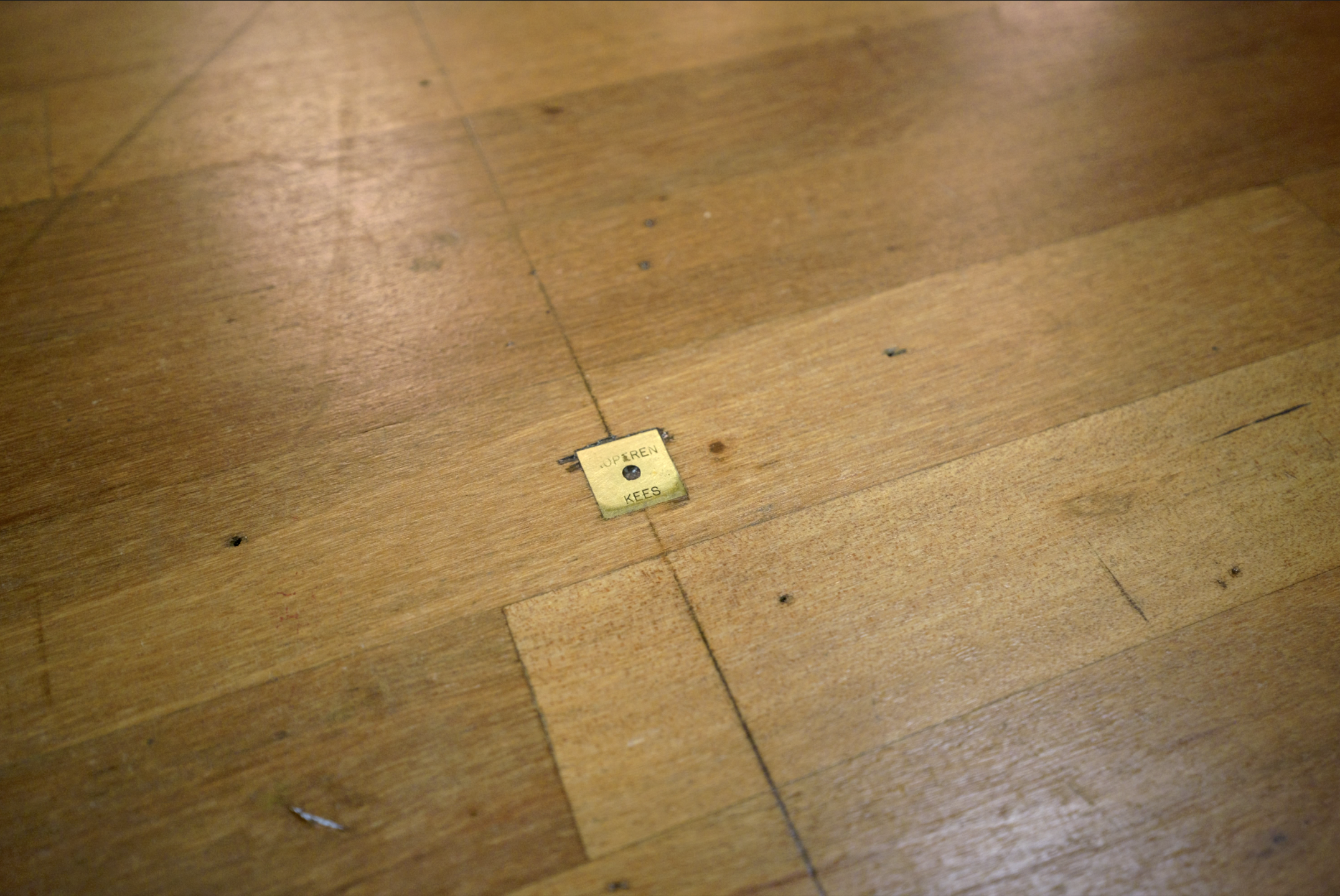
De Koperen Kees in de Leidse Schouwburg.

Koperen Kees is de naam van een merkteken op het toneel van een lijsttheater.
Dit merkteken aan de voorzijde van het podium is voor theatertechnici het vaste referentiemeetpunt voor het plaatsen van decor, licht, geluid en rigging. Ondanks dat de naam doet vermoeden dat dit merkteken van koper is gemaakt, is deze meestal in messing uitgevoerd. Koperen Kees is als merkteken in vrijwel elk theater in Nederland te vinden, en dankt zijn naam vermoedelijk aan Kees van der Wilk, die de eerste technische inventarisaties heeft uitgevoerd. Het merkteken bevindt zich standaard op het kruispunt van de middenlijn van het toneel en de denkbeeldige lijn die langs de achterzijde van de manteaus kan worden getrokken.

## Trivia
- Sinds de jaren negentig van de twintigste eeuw worden technische inventarisaties en digitale tekeningen beheerd door de 'Stichting Tekening', opgericht door Bert Middelweerd. Hij hanteert de 'Bronzen Bert'.

- Ter gelegenheid van de 85ste verjaardag van Bram van der Vlugt werd in 2019 de Koperen Kees in de Koninklijke Schouwburg vervangen door de 'Bronzen Bram'.

- Op vrijdag 21 januari 2023 werd voorafgaand aan de allerlaatste voorstelling van Youp van 't Hek in Kunstlinie de Koperen Kees vervangen door de 'Koperen Youp'.